# Vela nos Jogos Olímpicos de Verão de 2020 - 49er
A classe 49er da vela nos Jogos Olímpicos de Verão de 2020 foi disputada entre 27 de julho e 2 de agosto de 2021 no Porto de Iates de Enoshima, em Fujisawa. Um total de 38 velejadores de 19 Comitês Olímpicos Nacionais (CON) participaram do evento.
O título olímpico foi conquistado pela dupla britânica Dylan Fletcher e Stuart Bithell. A prata ficou com a dupla neozelandesa Peter Burling e Blair Tuke, enquanto os alemães Erik Heil e Thomas Plößel conquistaram o bronze.

## Qualificação
O período de qualificação começou no Campeonato Mundial de 2018 em Aarhus, Dinamarca. Lá, 101 vagas, cerca de 40% do total, foram entregues aos CONs com as melhores posições em cada classe. Seis vagas estiveram disponíveis nas classes Laser e Laser Radial nos Jogos Asiáticos de 2018 e nos Jogos Pan-Americanos de 2019, enquanto 61 vagas foram distribuídas aos velejadores nos Campeonatos Mundiais de cada classe em 2019. Em 2020 e em 2021, as regatas de qualificação continentais foram realizadas para decidir o restante das vagas, enquanto duas vagas nas classes Laser e Laser Radial foram entregues pela Comissão Tripartite a CONs ainda não representados. Como país-sede, o Japão recebeu vagas em cada uma das 10 classes olímpicas.

## Formato
A prova é composta por doze regatas preliminares e uma de decisão das medalhas (Medal Race). A posição em cada regata se traduz em pontos (os primeiros colocados somam um ponto na classificação, enquanto os décimos, por exemplo, somam 10 pontos), que são acumulados de regata a regata para obter a classificação. Apenas as dez menores pontuações ao fim das doze primeiras regatas avançam para a Medal Race, na qual os pontos obtidos juntam-se aos já acumulados. Cada barco deve excluir uma regata para sua pontuação total, com exceção da Medal Race que não pode ser excluída e sua pontuação conta em dobro.
As regatas desenrolam-se num percurso marcado com boias, que deve ser obrigatoriamente percorrido pelos velejadores conforme as regras do comitê organizador.

## Calendário
| Data → | Terça 27 jul | Quarta 28 jul | Quinta 29 jul | Sexta 30 jul  | Sábado 31 jul   | Domingo 1 ago | Segunda 2 ago |
| ------ | ------------ | ------------- | ------------- | ------------- | --------------- | ------------- | ------------- |
| 49er   | Regata 1     | Regatas 2 a 4 | Regatas 5 a 6 | Regatas 7 a 9 | Regatas 10 a 12 | Descanso      | Medal Race    |

## Medalhistas
| Ouro   | GBR Dylan Fletcher e Stuart Bithell |
| Prata  | NZL Peter Burling e Blair Tuke      |
| Bronze | GER Erik Heil e Thomas Plößel       |

## Resultados
Estes foram os resultados obtidos da competição:
| Pos.              | Velejadores                        | CON               | Regata | Regata | Regata | Regata | Regata | Regata | Regata | Regata | Regata | Regata | Regata | Regata | Regata | Pontos | Pontos |
| Pos.              | Velejadores                        | CON               | 1      | 2      | 3      | 4      | 5      | 6      | 7      | 8      | 9      | 10     | 11     | 12     | MR     | Tot.   | Net    |
| ----------------- | ---------------------------------- | ----------------- | ------ | ------ | ------ | ------ | ------ | ------ | ------ | ------ | ------ | ------ | ------ | ------ | ------ | ------ | ------ |
| Medalha de ouro   | Dylan Fletcher Stuart Bithell      | GBR Grã-Bretanha  | 2      | 8      | 4      | 1      | 12     | 2      | 2      | 16     | 3      | 9      | 6      | 7      | 2      | 74     | 58     |
| Medalha de prata  | Peter Burling Blair Tuke           | NZL Nova Zelândia | 12     | 3      | 7      | 2      | 10     | 1      | 3      | 6      | 2      | 5      | 2      | 11     | 6      | 70     | 58     |
| Medalha de bronze | Erik Heil Thomas Plößel            | GER Alemanha      | 3      | 13     | 5      | 14     | 2      | 3      | 1      | 7      | 11     | 2      | 14     | 5      | 4      | 84     | 70     |
| 4                 | Diego Botín Iago López             | ESP Espanha       | 5      | 1      | 2      | 5      | 4      | 10     | 15     | 2      | 5      | 4      | 12     | 6      | 14     | 85     | 70     |
| 5                 | Jonas Warrer Jakob Precht Jensen   | DEN Dinamarca     | 6      | 5      | 10     | 3      | 1      | 4      | 6      | 4      | 14     | 15     | 5      | 8      | 16     | 97     | 82     |
| 6                 | Bart Lambriex Pim van Vugt         | NED Países Baixos | 14     | 2      | 3      | 7      | 6      | 7      | 13     | 14     | 7      | 6      | 7      | 3      | 12     | 101    | 87     |
| 7                 | Jorge Lima José Costa              | POR Portugal      | 11     | 6      | 9      | 6      | 5      | 20 UFD | 5      | 10     | 1      | 11     | 4      | 4      | 22 OCS | 114    | 94     |
| 8                 | Šime Fantela Mihovil Fantela       | CRO Croácia       | 4      | 14     | 8      | 13 STP | 13     | 6      | 14     | 3      | 20 DSQ | 1      | 10     | 2      | 18     | 126    | 106    |
| 9                 | Łukasz Przybytek Paweł Kołodziński | POL Polônia       | 9      | 7      | 15     | 18     | 7      | 8      | 7      | 1      | 13     | 17     | 1      | 15     | 8      | 126    | 108    |
| 10                | Benjamin Bildstein David Hussl     | AUT Áustria       | 10     | 17     | 6      | 4      | 9      | 9      | 10     | 5      | 16     | 7      | 15     | 13     | 10     | 131    | 114    |
| 11                | Leo Takahashi Ibuki Koizumi        | JPN Japão         | 17     | 11     | 13     | 11     | 15     | 11     | 4      | 12     | 4      | 8      | 3      | 16     |        | 125    | 108    |
| 12                | William Phillips Sam Phillips      | AUS Austrália     | 7      | 4      | 1      | 8      | 11     | 15     | 16     | 20 UFD | 18     | 14     | 8      | 9      |        | 131    | 111    |
| 13                | Robert Dickson Sean Waddilove      | IRL Irlanda       | 1      | 12     | 11     | 13     | 20 DSQ | 20 DSQ | 8      | 18     | 8      | 3      | 17     | 1      |        | 132    | 112    |
| 14                | Sébastien Schneiter Lucien Cujean  | SUI Suíça         | 16     | 10     | 14     | 10     | 3      | 20 UFD | 9      | 9      | 9      | 18     | 13     | 12     |        | 143    | 123    |
| 15                | Lucas Rual Émile Amoros            | FRA França        | 15     | 9      | 16     | 15     | 8      | 3      | 11     | 15     | 10     | 12     | 16     | 10     |        | 150    | 134    |
| 16                | Marco Grael Gabriel Borges         | BRA Brasil        | 8      | 16     | 12     | 9      | 20 DSQ | 20 DSQ | 20 UFD | 8      | 6      | 19     | 11     | 18     |        | 167    | 147    |
| 17                | Ganapathy Kelapanda Varun Thakkar  | IND Índia         | 18     | 18     | 17     | 19     | 14     | 5      | 17     | 11     | 15     | 16     | 9      | 14     |        | 173    | 154    |
| 18                | Benjamin Talbot Alex Burger        | RSA África do Sul | 13     | 15     | 18     | 17     | 17     | 14     | 12     | 13     | 17     | 10     | 19     | 17     |        | 182    | 163    |
| 19                | William Jones Evan DePaul          | CAN Canadá        | 19     | 19     | 20 UFD | 16     | 16     | 12     | 18     | 17     | 12     | 13     | 18     | 19     |        | 199    | 179    |

Legenda
| - DSQ = Desclassificação; - DNE = Desclassificação não descartável; - DNF = Não cruzou a linha de chegada; | - DNC = Não compareceu na área de largada; - DNS = Não largou; - STP = Penalidade padrão; | - UFD = Desclassificação por bandeira "U"; - BFD = Desclassificação por bandeira preta; - OCS = Queima de largada. |